# TW Steel
TW Steel este un producător olandez de ceasuri , cunoscut pentru crearea de ceasuri supradimensionate. Compania a fost înființată în anul 2005 de către Jordy și Ton Cobelens, o echipă formată din tată (Ton) și fiu (Jordy).

## Istoric
Timp de mulți ani la baza deciziei unui consumator de a-și cumpăra un ceas nou a stat fiabilitatea.În special mecanismele elvețiene au fost populare, deoarece ele erau cunoscute ca fiind solide.Treptat, o schimbare în obiceiurile de cumpărare ale clienților a devenit vizibilă. A fost clară nevoia de schimbare. Astăzi purtarea unui ceas poate fi considerată ca o amprentă de stil servind totodată și scopului funcțional.Astăzi consumatorul este deschis să poarte un ceas mai aparte pentru a-și individualiza ținuta dar având calitatea ca prioritate.Acest lucru a condus la creșterea cererii pentru ceasurile supradimensionate.Cumpărătorii se concentrează atât pe calitatea cât și stilul produsului.
Ton și Jordy Cobelens, care erau deja rutinați în industria ceasurilor,au simțit imediat această nouă tendință și oportunitate și au materializat-o. La început ei au creat 4 modele de ceasuri de înaltă calitate, cu un puternic design trendy, păstrând totuși un preț rezonabil.Modelele au fost un mare succes.Din momentul în care TW Steel s-a lansat în 2005,brand-ul s-a dovedit a fi un succes imens.Cu peste 124 de modele în colecție, TW Steel a ajuns să fie cunoscut la nivel global, fiind prezent oriunde în lume.
Tw Steel este disponibil în peste 80 de țări. Valorile de bază ale companiei combină design-ul modern cu tehnologie avansată și de încredere. Cele două puncte din logo-ul TW Steel sunt reprezentarea grafică a acestei filozofii.